# MY Волка
MY Волка (лат. MY Lupi) — одиночная переменная звезда в созвездии Волка на расстоянии приблизительно 510 световых лет (около 157 парсеков) от Солнца. Видимая звёздная величина звезды — от +12,24m до +11,3m. Возраст звезды определён как около 10 млн лет.

## Характеристики
MY Волка — оранжевая эруптивная переменная звезда типа T Тельца (IT) спектрального класса K0'**. Масса — около 1,2 солнечной, радиус — около 1,6 солнечного, светимость — около 0,879 солнечной. Эффективная температура — около 4413 K.